# المبرجة (الشحر)
'

تعديل مصدري - تعديل

المبرجة هي إحدى قرى عزلة الشحر بمديرية الشحر التابعة لمحافظة حضرموت، بلغ تعداد سكانها 40 نسمة حسب تعداد اليمن لعام 2004.